# Islands in the Stream (lied)
"Islands in the Stream" is een nummer van de Amerikaanse zanger Kenny Rogers in duet met zangeres Dolly Parton. Het nummer verscheen op Rogers' album Eyes That See in the Dark uit 1983. In juli van dat jaar werd het nummer uitgebracht als de eerste single van het album.

## Achtergrond
"Islands in the Stream" is geschreven door Barry, Robin en Maurice Gibb van de Bee Gees. Het nummer is vernoemd naar het gelijknamige boek van Ernest Hemingway. Oorspronkelijk was het nummer geschreven in een R&B-stijl en zou het worden gezongen door Marvin Gaye of Diana Ross. Het nummer was de eerste samenwerking tussen Rogers en Parton; in 1984 zouden zij een kerstalbum opnemen met de titel Once Upon a Christmas en in 1985 namen zij het duet Real Love op voor het gelijknamige album van Parton.
"Islands in the Stream" kwam in de Verenigde Staten op de eerste plaats in de Billboard Hot 100, wat voor beide artiesten hun tweede nummer 1-hit in hun thuisland betekende. Ook in andere Engelstalige landen, waaronder Canada en Australië, bereikte het de eerste plaats. In het Verenigd Koninkrijk bleef het steken op de zevende plaats. In Nederland bereikte het de vierde en vijfde plaats in respectievelijk de Top 40 en de Nationale Hitparade, terwijl in Vlaanderen de zevende plaats in de Ultratop 50 werd behaald. In 2005 werd het door de kijkers van de Amerikaanse televisiezender Country Music Television uitgeroepen tot het beste countryduet ooit, waarop Rogers en Parton het nummer live zongen tijdens de bijbehorende televisie-uitzending.
"Islands in the Stream" is gebruikt in de televisieprogramma's Days of Our Lives, General Hospital, One Life to Live, The Office US, Jane the Virgin, Supergirl, The Good Doctor, The Resident, Stranger Things en Gavin & Stacey. In 2017 zongen Miley Cyrus en Jimmy Fallon het nummer tijdens The Tonight Show Starring Jimmy Fallon, waarbij Cyrus haar peetmoeder Parton speelde, terwijl Fallon met een pruik en baard Rogers nadeed.

## Andere uitvoeringen en samples
"Islands in the Stream" is gecoverd door onder meer de volgende artiesten;
- Kikki Danielsson
- Barry Manilow met Reba McEntire
- Ray Dylan met Elizma Theron
- Ronan Keating met The McClymonts
- Kylie Minogue met Jake Shears.
- Pras Michel, Ol' Dirty Bastard en Mýa gebruikten een sample in hun gezamenlijke nummer "Ghetto Supastar (That Is What You Are)" uit 1998.
- In 2001 namen de Bee Gees het nummer zelf op voor hun album Their Greatest Hits: The Record, waarin het laatste refrein is vervangen door het refrein van "Ghetto Supastar (That Is What You Are)". De demo van het nummer, ingezongen door Barry Gibb, werd pas in 2006 officieel uitgebracht.
- In 2009 werd een nieuwe versie van het nummer uitgebracht door Ruth Jones en Rob Brydon, in karakter als Vanessa Jenkins en Bryn West uit Gavin & Stacey, waarvan de opbrengsten gingen naar Comic Relief. Tom Jones verzorgt het laatste couplet en refrein van deze versie, terwijl Robin Gibb als achtergrondzanger te horen is. Hun versie werd een nummer 1-hit in het Verenigd Koninkrijk.
- Rhoda Dakar, voormalig zangeres van skaband The Bodysnatchers, nam een reggaeversie op als gratis download bij haar solo-ep The Lo-Tek Four, Vol. 1 uit 2016.
- Jeffrey Heesen bracht in 2019 een Nederlandstalige versie uit onder de titel Liefde is Magie.
- Island in the Stream wordt opnieuw uitgebracht door Universal Music Publishing Group. Op 30 april 2020 zal deze in release gaan (wereldwijd). Uitgebracht door Poromo Records en uitgevoerd door Baggio (Europe) & Veronica Sarria (United States).[bron?]

## Hitnoteringen

### Nederlandse Top 40
| Hitnotering: 24-09-1983 t/m 19-11-1983 | Hitnotering: 24-09-1983 t/m 19-11-1983 | Hitnotering: 24-09-1983 t/m 19-11-1983 | Hitnotering: 24-09-1983 t/m 19-11-1983 | Hitnotering: 24-09-1983 t/m 19-11-1983 | Hitnotering: 24-09-1983 t/m 19-11-1983 | Hitnotering: 24-09-1983 t/m 19-11-1983 | Hitnotering: 24-09-1983 t/m 19-11-1983 | Hitnotering: 24-09-1983 t/m 19-11-1983 | Hitnotering: 24-09-1983 t/m 19-11-1983 | Hitnotering: 24-09-1983 t/m 19-11-1983 |
| Week                                   | 1                                      | 2                                      | 3                                      | 4                                      | 5                                      | 6                                      | 7                                      | 8                                      | 9                                      |                                        |
| -------------------------------------- | -------------------------------------- | -------------------------------------- | -------------------------------------- | -------------------------------------- | -------------------------------------- | -------------------------------------- | -------------------------------------- | -------------------------------------- | -------------------------------------- | -------------------------------------- |
| Nummer                                 | 35                                     | 19                                     | 11                                     | 4                                      | 4                                      | 7                                      | 15                                     | 31                                     | 38                                     | uit                                    |

### Nationale Hitparade
| Hitnotering: 01-10-1983 t/m 19-11-1983 | Hitnotering: 01-10-1983 t/m 19-11-1983 | Hitnotering: 01-10-1983 t/m 19-11-1983 | Hitnotering: 01-10-1983 t/m 19-11-1983 | Hitnotering: 01-10-1983 t/m 19-11-1983 | Hitnotering: 01-10-1983 t/m 19-11-1983 | Hitnotering: 01-10-1983 t/m 19-11-1983 | Hitnotering: 01-10-1983 t/m 19-11-1983 | Hitnotering: 01-10-1983 t/m 19-11-1983 | Hitnotering: 01-10-1983 t/m 19-11-1983 |
| Week                                   | 1                                      | 2                                      | 3                                      | 4                                      | 5                                      | 6                                      | 7                                      | 8                                      |                                        |
| -------------------------------------- | -------------------------------------- | -------------------------------------- | -------------------------------------- | -------------------------------------- | -------------------------------------- | -------------------------------------- | -------------------------------------- | -------------------------------------- | -------------------------------------- |
| Nummer                                 | 24                                     | 12                                     | 8                                      | 5                                      | 6                                      | 11                                     | 15                                     | 18                                     | uit                                    |

### NPO Radio 2 Top 2000
| Nummer met noteringen in de NPO Radio 2 Top 2000 | '99  | '00  | '01  | '02 | '03  | '04  | '05 | '06  | '07  | '08  | '09  | '10  | '11  | '12  | '13  | '14  | '15  | '16  | '17 | '18 | '19 | '20 | '21 | '22 | '23 | '24 |
| ------------------------------------------------ | ---- | ---- | ---- | --- | ---- | ---- | --- | ---- | ---- | ---- | ---- | ---- | ---- | ---- | ---- | ---- | ---- | ---- | --- | --- | --- | --- | --- | --- | --- | --- |
| Islands in the Stream                            | 1206 | 1176 | 1119 | 853 | 1288 | 1294 | 990 | 1147 | 1020 | 1103 | 1547 | 1277 | 1269 | 1343 | 1360 | 1039 | 1083 | 1060 | 939 | 812 | 723 | 363 | 403 | 412 | 211 | 177 |

1. ↑  Een vetgedrukt getal geeft de hoogste notering aan.

### Evergreen Top 1000
| Evergreen Top 1000 | Evergreen Top 1000 | Evergreen Top 1000 | Evergreen Top 1000 | Evergreen Top 1000 | Evergreen Top 1000 | Evergreen Top 1000 | Evergreen Top 1000 | Evergreen Top 1000 | Evergreen Top 1000 | Evergreen Top 1000 | Evergreen Top 1000 | Evergreen Top 1000 | Evergreen Top 1000 | Evergreen Top 1000 | Evergreen Top 1000 | Evergreen Top 1000 |
| Jaar               | 2008               | 2009               | 2010               | 2011               | 2012               | 2013               | 2014               | 2015               | 2016               | 2017               | 2018               | 2019               | 2020               | 2021               | 2022               | 2023               |
| ------------------ | ------------------ | ------------------ | ------------------ | ------------------ | ------------------ | ------------------ | ------------------ | ------------------ | ------------------ | ------------------ | ------------------ | ------------------ | ------------------ | ------------------ | ------------------ | ------------------ |
| Positie            | 424                | 973                | 963                | 963                | 928                | 963                | 242                | 244                | 485                | 311                | 289                | 227                | 146                | 200                | 204                | 146                |